# Сан Марко (Болоња)
Сан Марко (итал. San Marco) је насеље у Италији у округу Болоња, региону Емилија-Ромања.
Према процени из 2011. у насељу је живело 102 становника. Насеље се налази на надморској висини од 20 м.